# Жизненная форма животных
Жизненные формы животных — возникают как конвергентное сходство по многим признакам, составляющее их общий сходный внешний облик (габитус).
Каждая жизненная форма обладаем совокупностью морфологических, физиологических и поведенческих особенностей, которые определяют их способ существования в определённой среде обитания.
Сходные жизненные формы встречаются в сходных условиях жизни в разных зоогеографических областях и на разных материках (тушканчики Евразии, кенгуровые крысы Австралии, прыгунчики Африки). Жизненные формы отражают адаптации организмов к условиям окружающей среды и свидетельствует об образе жизни вида.

## Термин и история

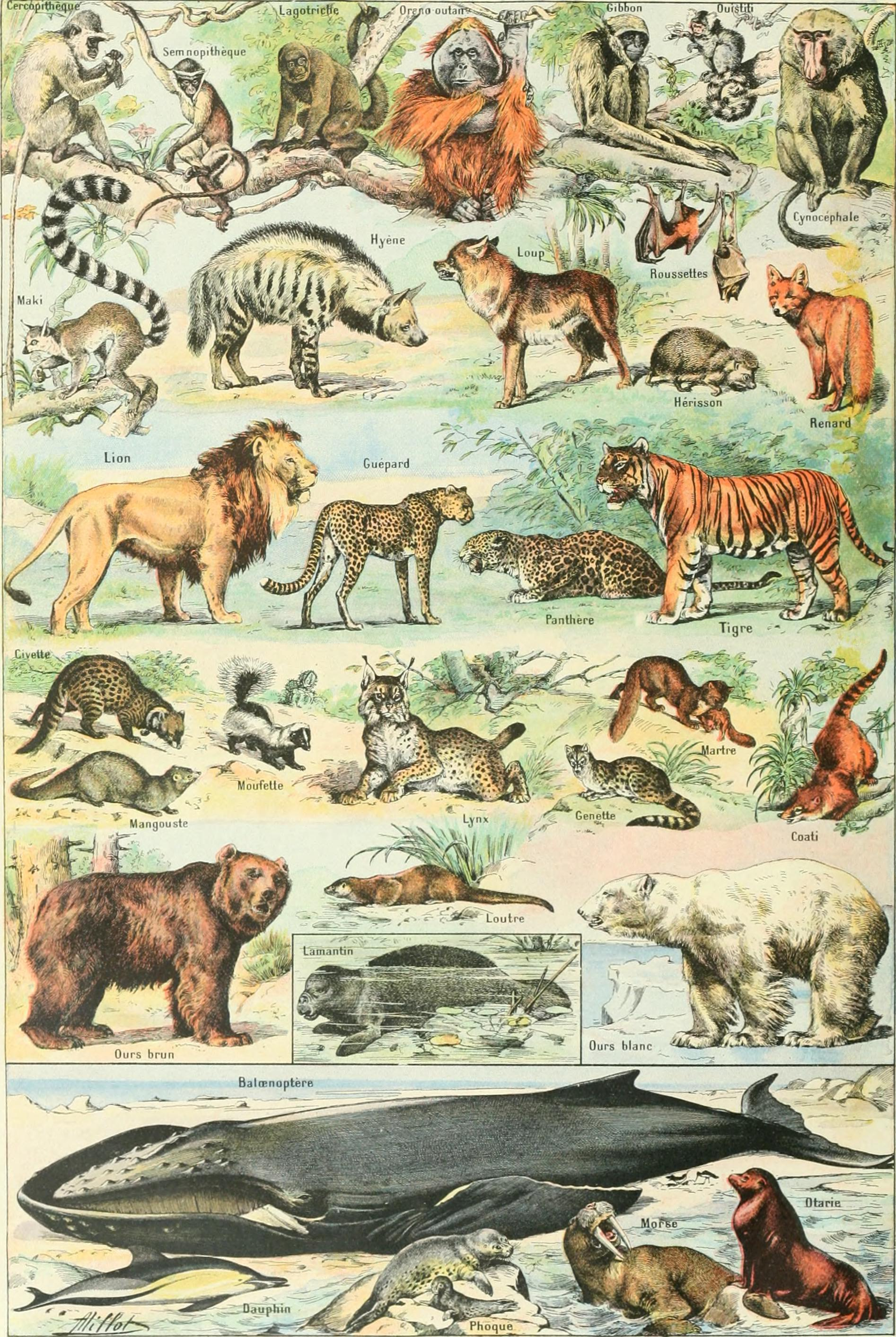
Млекопитающие

В 1806 году А. Гумбольдт предложил термин «основные формы растений», затем термин получил и более широкое распространение.
В зоологии термин «биологическая группа» применялся в современном значении А. Н. Формозовым c 1929 года. А. Н. Формозов выделил на этом основании среди зверей следующие адаптивные типы: 1) наземные формы; 2) подземные (землерои); 3) древесные; 4) воздушные и 5) водные. Между типами есть переходы.
Понятие уточняли и применяли Карл Фридерикс (1930) и Д. Н. Кашкаров (1933, 1945), который называл жизненной формой «тип животного, находящегося в полном соответствии с окружающими условиями… в жизненной форме, как в зеркале, отражаются главнейшие доминирующие черты местообитания»..
Д. Н. Кашкаров выделял жизненые формы для разных сред обитания:
Плавающие формы
- Чисто водные (нектон, планктон, бентос)
- Полуводные (ныряющие, неныряющие, лишь добывающие пищу из воды)

Роющие формы
- Абсолютные землерои (вся жизнь проходит под землей)
- Относительные землерои (животные могут появляться на поверхности)

Наземные формы
- Не делающие нор (бегающие, прыгающие, ползающие)
- Делающие норы (бегающие, прыгающие, ползающие)
- Животные скал

Древесные лазающие формы
- Не сходящие с деревьев
- Лишь лазающие по деревьям.

Воздушные формы
- Добывающие пищу в воздухе
- Лишь высматривающие пищу в воздухе.

## Классификация жизненных форм

### По способу передвижения
- Плавающие — приспособленные к жизни в водной среде (например, рыбы, киты, медузы).
- Летающие — способные к активному полёту (например, птицы, летучие мыши, насекомые).
- Бегающие — приспособленные к быстрому передвижению по суше (например, гепарды, лошади, страусы).
- Прыгающие — передвигающиеся прыжками (например, кенгуру, лягушки, блохи).
- Ползающие — перемещающиеся по поверхности с помощью изгибов тела (например, змеи, черви).

### По типу питания
- Хищники — питающиеся другими животными (например, львы, орлы, акулы).
- Травоядные — питающиеся растительной пищей (например, коровы, олени, кролики).
- Всеядные — употребляющие как растительную, так и животную пищу (например, медведи, свиньи, вороны).
- Паразиты — питающиеся за счёт других организмов (например, блохи, глисты, клещи).

### По среде обитания
- Наземные — обитающие на суше (например, слоны, волки, ящерицы).
- Водные — обитающие в воде (например, дельфины, осьминоги, крабы).
- Почвенные — обитающие в почве (например, дождевые черви, кроты, личинки насекомых).
- Воздушные — проводящие большую часть жизни в воздухе (например, стрижи, ласточки).

## Жизненные формы у разных таксонов
Примеры жизненных форм у разных таксонов:

### Членистоногие
Саранчовые — по форме тела, структуре головы, строении конечностей, летательного аппарата и типу окраски различаются:
- Тамнобионты — обитатели кустарников и деревьев; населяющие травянистый ярус хортобионты
- Герпетобионты — жители надпочвенного слоя органических остатков, обитатели открытых участков грунта
- Эремобионты- на поверхности плотных глинистых почв
- Псаммобионты — на песках
- Петробионты — на каменистых участках с разреженной растительностью.

У мелких почвенных организмов (микроартроподы) жизненные формы выделяют по степени приуроченности их к определённым горизонтам почвенного профиля, так как в почве с глубиной резко меняется весь комплекс условий обитания: размеры воздушных полостей, освещенность, режим температуры и влажности, истосников питания и пр.
- Коллемболы — см. систему С. К. Стебаевой.

### Рыбы
Жизненные формы выражены в форме тела рыб (в зависимости от того каким способом и с какой скоростью они передвигаются):
- Торпедовидное — хорошие пловцы пелагиали (скумбрия, кефаль, лососи)
- Стреловидое — скоростое плавание (сарган, щука)
- Сплющенное с боков — меньшая скорость, но хорошее маневрирование
- Змеевидное — обитатели зарослей (угри, морские иглы)
- Лентовидное — сильно вытянутое и сплющенное с боков — у плохих пловцов (сельдяной король).
- Шаровидные — плавающие в придонных слоях (кузовки)
- Сплющенные дорзовентрально — плоские, лежат на дне (скаты, морской черт)
- Другие формы тела — имитация камней и водорослей (Морские коньки и тряпичники).

### Птицы
Жизненные формы птиц:
- древесной растительности
- открытых пространств суши
- болот и отмелей
- водных пространств.

Формы внутри групп по способу добычи пищи:
- посредством лазания (голуби, попугаи, кукушки, дятловые, воробьиные)
- в полёте (в лесах — совы, козодои; на открытых пространствах — ржанковые, длиннокрылые; над водой — трубконосые)
- при передвижении по земле (лесные — куриные, казуары, киви; на открытых пространствах — страусы, нанду, журавлиные; на болотах и отмелях — голенастые, фламинго, некоторые воробьиные)
- с помощью плавания и ныряния (пингвины, гагары, поганки, ряд трубконосых, веслоногие и гусиные).

## Эволюция жизненных форм
Жизненные формы животных формировались в процессе эволюции под влиянием естественного отбора. Адаптации к различным условиям среды привели к огромному разнообразию форм и способов существования. Например, переход от водного к наземному образу жизни у позвоночных сопровождался развитием конечностей, лёгких и других адаптаций.

## Значение изучения жизненных форм
Изучение жизненных форм животных помогает понять их роль в экосистемах, а также прогнозировать изменения в природных сообществах под влиянием антропогенных факторов. Это важно для сохранения биоразнообразия и устойчивого использования природных ресурсов.